# Ponte Alta
Ponte Alta là một đô thị thuộc bang Santa Catarina, Brasil. Đô thị này có diện tích 566,754 km², dân số năm 2007 là 5475 người, mật độ 9,7 người/km².